# I Am the Wolf: Lyrics and Writings
I Am the Wolf: Lyrics and Writings je kniha složená z písňových textů amerického zpěváka Marka Lanegana. Bydána byla v roce 2017 a obsahuje texty z Laneganových alb vydaných počínaje rokem 1989, kdy zahájil sólovou kariéru. Obsahuje předmluvy od dvou dalších hudebníků: Johna Calea a Mobyho. S oběma z nich Lanegan v minulosti spolupracoval. Je rozdělena do třinácti částí, v nich nichž se kromě samotných textů nachází také jejich příběhy a další informace.